# Pick and roll

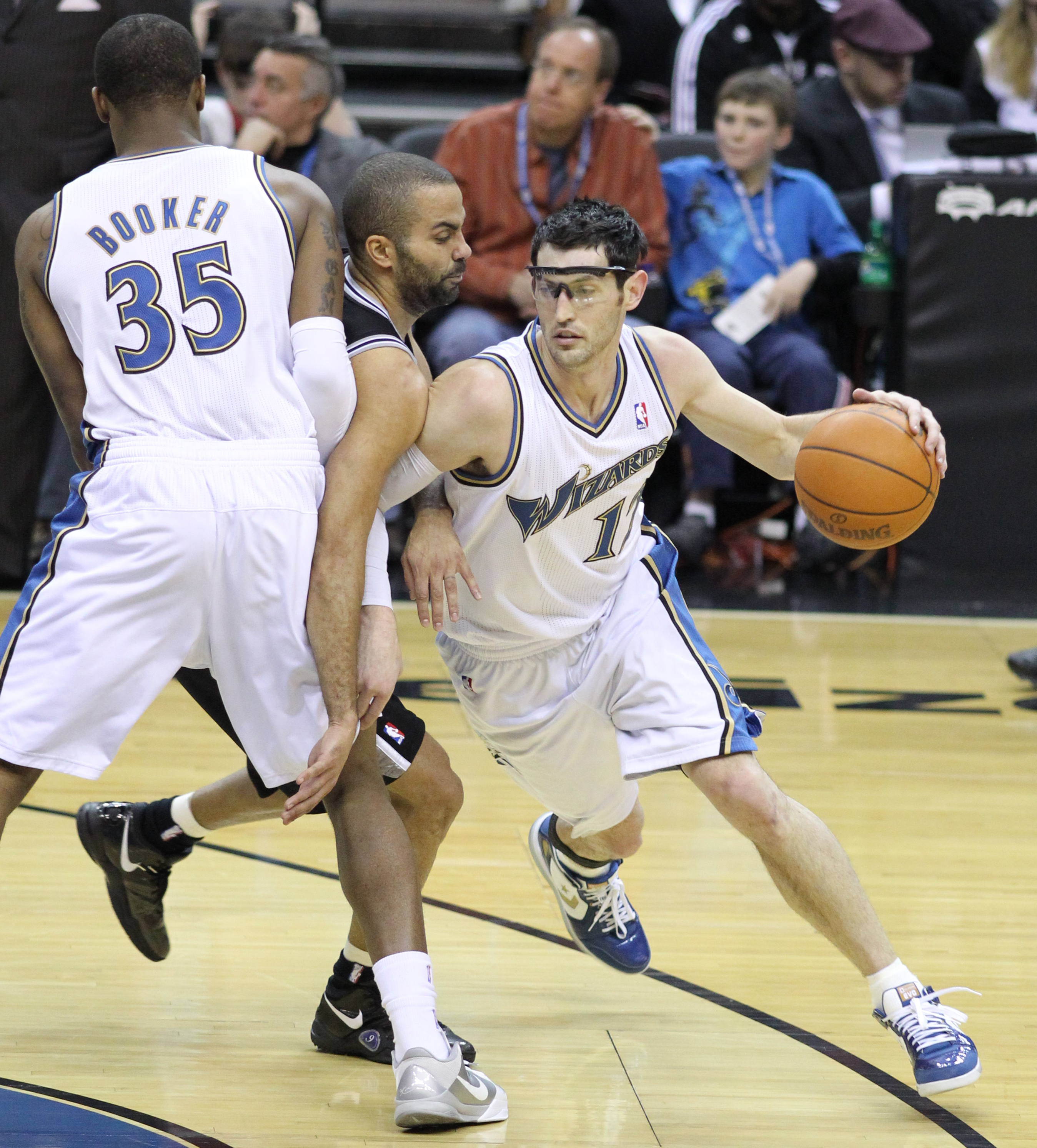
Fragment zagrywki Pick'n'roll (wyjście zza zasłony)

Pick and roll (częściej: „pick'n'roll”; także jako „screen and roll” lub krócej „screen-roll”) – dwójkowe zagranie ofensywne w koszykówce.

## Wykonanie
Jeden z zawodników ataku jest w posiadaniu piłki, drugi stawia zasłonę. Zawodnik z piłką stara się nakierować kryjącego go obrońcę na postawioną zasłonę tak, aby mieć wolną drogę do kosza. Gdy obrońca zatrzyma się na zasłonie, zawodnik z piłką biegnie w stronę kosza, mijając zasłonę. Jeśli obrońca nie wykona żadnego ruchu i pilnuje drugiego zasłaniającego go zawodnika, zawodnik z piłką może wykonać rzut. Jeśli obrońca ruszy w stronę zawodnika z piłką, zawodnik zasłaniający wykonuje piwot na jednej nodze w stronę kosza tak, aby znaleźć się pomiędzy obrońcą a koszem. Potem następuje podanie od pierwszego zawodnika do drugiego i rzut.
Pick'n'roll jest prostym zagraniem, łatwym do zapamiętania i do stosowania zazwyczaj w obronie „każdy swego”. Bardzo ciężko ową zagrywkę jest obronić, ponieważ powstaje przewaga 2 na 1. Pick'n'roll ma również inne zastosowania, mianowicie po odegraniu całej „scenki”, rozgrywający może podać do zawodnika w ogóle nie uczestniczącego w całym zamieszaniu.

## Najsłynniejsi gracze „pick and roll”
Najsłynniejszą parą zawodników grających „pick and roll” są Karl Malone i John Stockton. W latach dziewięćdziesiątych doprowadzili oni dwukrotnie Utah Jazz do finałów ligi NBA. Stockton, grający na pozycji rozgrywającego, był skutecznym rzucającym, a Malone, grający na pozycji silnego skrzydłowego, precyzyjnie wykańczał akcje podkoszowe.

## Przykładowy stały fragment gry oparty na „pick'n'roll”

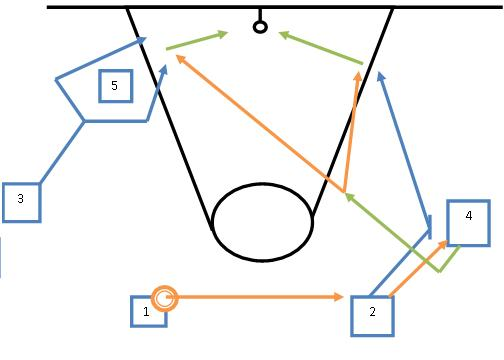
Linie pomarańczowe = podania; niebieskie = bieg bez piłki; zielone = bieg z kozłowaniem; niebieskie kwadraty z numerami = zawodnicy

Pick'n'roll można z powodzeniem wykorzystywać w rozmaitych stałych fragmentach gry. Przykładem może być „pick and roll” w ustawieniu 4x1 (patrz: schematyczny rysunek po prawej stronie). Na początku zawodnik nr 1 podaje do nr 2. Nr 2 podaje do zawodnika nr 4, a po podaniu nr 2 wykonuje zasłonę do piłki i rozgrywa „pick'n'roll” z zawodnikiem nr 4. Nr 4 może podać do nr 2 lub do wybiegającego po zasłonie zawodnika nr 3.